# Серранито
Серрани́то (исп. Serranito) — блюдо испанской кухни, особенно популярное в Андалусии. Представляет собой бутерброд со свининой и является распространённым местным фаст-фудом.
Бутерброд серранито придумали в Севилье в 1970-х годах. Некий Хосе Луис Кабеса Эрнандес, известный также как Хосе Луис дель Серранито, запатентовал коммерческую марку и название «Серранито». Первые два предприятия общественного питания под этим именем были открыты 30 марта 1983 года и в декабре 1987 года соответственно. Из Севильи данный вид сэндвича распространился по всей Андалусии. Благодаря простоте рецепта серранито часто готовят на различных ярмарках и вечеринках. В настоящее время это блюдо особенно популярно среди молодежи по причине его высокой калорийности и в то же время невысокой цены.
Серранито представляет собой сдобную булку, начинённую полосками жареного мяса (например, свиной корейки), ломтиками ветчины (например, хамона серрано), кружками томата и жареным зелёным итальянским перцем. В качестве соуса обычно используют так называемый «мохо пикон», чесночный айоли или майонез. Соус обычно подаётся отдельно и добавляется по вкусу. Обычно сервируется с жареным картофелем в качестве гарнира. Иногда серранито предлагают на выбор со свининой или куриной грудкой. В некоторых рецептах серранито сервируют с французским омлетом.